# Hugo Preuß
Hugo Preuß (Preuss) (Berlin, 1860. október 28. – Berlin, 1925. október 9.) német alkotmányjogász, balliberális politikus, a weimari köztársaság alkotmányának megszövegezője.

## Élete és munkássága
Egyedüli gyerekként, zsidó iparoscsaládba született. Állam és jogtudományt tanult Berlinben, 1889-ben habilitált mint a berlini egyetem magántanára. Első publikációja az 1885-ös alkotmányreformról szólt, s nagy reményeket fűzött III. Frigyes császár uralkodásához. 1906-ban az alkotmányjog professzora lett a berlini Handelshochschule-n. 1910-ben a Progresszív Párt képviseletében a városi tanács tagja lett. Az első világháború kitörése megerősítette benne a mielőbbi alkotmányjogi reformok szükségességének gondolatát. 1915-ben publikálta politikai filozófiai gondolatait A német nép és a politika (Das deutsche Volk und die Politik) címmel, majd a Handelshochschule rektoraként 1917-ben egy tervezetet írt, melyben kifejezte a császárság alkotmányos monarchiává való átalakításának szükségességét. 1918 novemberétől az új, alakulóban lévő belügyminisztérium vezetője, majd 1919. február 13-tól belügyminiszter Philipp Scheidemann (SPD), az első választott kormány miniszterelnöke kabinetjében. Ekkoriban fektette le a nemzetgyűlési választások alapelveit és 1918 december végére megszövegezte a weimari alkotmány tervezetét, melyet az Alkotmányozó Nemzetgyűlés öntött végleges formába és hagyott jóvá 1919 július 31-én. Preuß a Német Demokrata Párt (Deutsche Demokratische Partei – DDP) képviselőjeként 1919 június 20-ig töltötte be a belügyminiszteri tisztséget Scheidemann kormányában, majd vele együtt mondott le a Versailles-i békeszerződés elleni tiltakozásként. Ekkortól soha többé nem töltött be országos hivatalt, de élete végéig tagja maradt Poroszország parlamentjének a Landtagnak.